# Ancylorhynchus maculatus
Ancylorhynchus maculatus là một loài ruồi trong họ Asilidae. Ancylorhynchus maculatus được Bigot miêu tả năm 1879. Loài này phân bố ở vùng nhiệt đới châu Phi.